# صحة الفم
صحة الفم (بالإنجليزية: Oral hygiene)‏ هي مجموعة من الممارسات تهدف إلى الحفاظ على نظافة الفم والأسنان لتجنب مشاكلها، بالأخص تسوس الأسنان (dental caries)، التهاب اللثة (gingivitis)، التهاب دواعم السن (periodontal diseases)، أمراض اللثة (gum disease) ورائحة الفم الكريهة. وأيضاً تتطلب حالات أمراض الفم العناية بصحة الفم لإلتئام وتجدد أنسجة الفم. هذه الحالات تتضمن التهاب اللثة (gingivitis)، التهاب دواعم السن (periodontitis) ورضح الأسنان (dental trauma) مثل: الخلع الجزئي (subluxation)، اللأكياس الفموية (oral cysts) وبعد خلع ضرس العقل.

## التنظيف

### الأسنان
انظر أيضاً : تنظيف الأسنان
تنظيف الأسنان هو إزالة اللويحة السنية (Dental plaque) وجير الأسنان (Dental calculus) لتجنب حدوث تسوس الأسنان، التهاب اللثة وأمراض اللثة. أمراض اللثة الشديدة تتسبب على الأقل في ثلث معدل فقدان الأسنان لدى البالغين.
تسوس الأسنان هو أكثر مرض عالمي شائع. أكثر من 80% من تجاويف الأسنان تحدث في شقوق الأسنان حيث لا يمكن إزالة بقايا الطعام العالقة بالغسيل بالفرشاة ولا يمكن للعاب أو الفلورايد الوصول إليها لمعادلة الحمض وإعادة تكلس الأسنان المزال تمعدنها، بعكس الأجزاء التي يسهل تنظيفها في الأسنان والتي يقل معدل تسوسها.
الختام السني (dental sealants) والتي يقوم بعملها طبيب الأسنان، تغطي وتحمي الشقوق الموجودة على سطح الأسنان، فتمنع أن يعلق الطعام بها وبالتالي توقف عملية التسوس. استخدام شريط إيلاستوميري (elastomiric) لإدخال الختام السني بشكل أعمق بداخل أسطح المضغ المقابلة، كما يمكنه أيضا إدخال فلورايد معجون الأسنان بداخل أسطح المضغ للمساهمة في إعادة تكلس الأسنان المزال تمعدنها.
منذ القدم وحتى قبل التاريخ المسجل العديد من إجرائات صحة الفم تم اتخاذها لتنظيف الأسنان. وتم التحقق بالعديد من التنقيبات التي أجريت حول العالم، حيث استخدمت عصيان المضغ وأغصان الأشجار، ريش الطيور، عظام الحيوانات وأشواك الشيهم. وقد اختلف الناس حول العالم في وسائل تنظيف الأسنان. ففي الطب التقليدي الهندي (أيورفيدا) استخدمت شجرة النيم ومنتجاتها لصناعة غصين تنظيف الأسنان (teeth cleaning twigs)، حيث يقوم الشخص بمضغ أحد طرفي الغصين حتى يصبح مماثل لشعيرات فرشاة الأسنان، ثم تستخدم لتنظيف الأسنان. في العالم الإسلامي شاع استخدام المسواك أو السواك المصنوع من الجذور منذ العصر الذهبي للإسلام والذي لديه خواص مطهرة (antiseptic). كما شاع استخدام بيكربونات الصوديوم والطباشير ولكن لديها تأثير سلبي مع الوقت.
بشكل عام يوصي أطباء الأسنان بتنظيف الأسنان بشكل محترف مرتين في السنة. التنظيف المحترف يتضمن تقليح الأسنان، كشط الجير، تلميع الأسنان والإنضار (debridement) إذا تراكم الجير، والذي عادة ما يتبعه العلاج بالفلورايد. ولكن صرحت جمعية أخصائيين صحة الفم والأسنان الأمريكية (ADHA) في عام 1998م أنه لا يوجد دليل أن تلقيح الأسنان وتلميعها يعطي فائدة علاجية. وقامت مجموعة كوكرين لصحة الفم بمراجعة تسع دراسات لتجد أنهم بدون جودة كافية وبلا دليل كافٍ لتدعم الإدعاءات بفوائد التلقيح والتلميع المنتظم للأسنان.
بين عمليات التنظيف التي يقوم بها أخصائي صحة الفم يجب الحفاظ على صحة الفم، فهو متطلب أساسي لمنع تكون الجير والذي يتسبب في المشاكل السابق ذكرها. ويتم هذا بالتنظيف بفرشاة الأسنان بعناية وانتظام مع استخدام خيط الأسنان لمنع تراكم اللويحة السنية (Dental plaque).
أطباء وأخصائييون صحة الأسنان يقومون بالوقاية من فقدان الأسنان وأمراض اللثة. يجب أن ينتبه المريض إلى أهمية تنظيف الأسنان بفرشاة وخيط الأسنان يومياً. يجب على الآباء الحديثون أن يتعلموا كيفية تعزيز حياة صحية وفم صحي لأطفالهم. يجب على الإنسان في أي عمر أن يتعلم كيفية الاعتناء والحفاظ على أسنانه حتى لا يحتاج إلى طقم أسنان مستقبلاً.

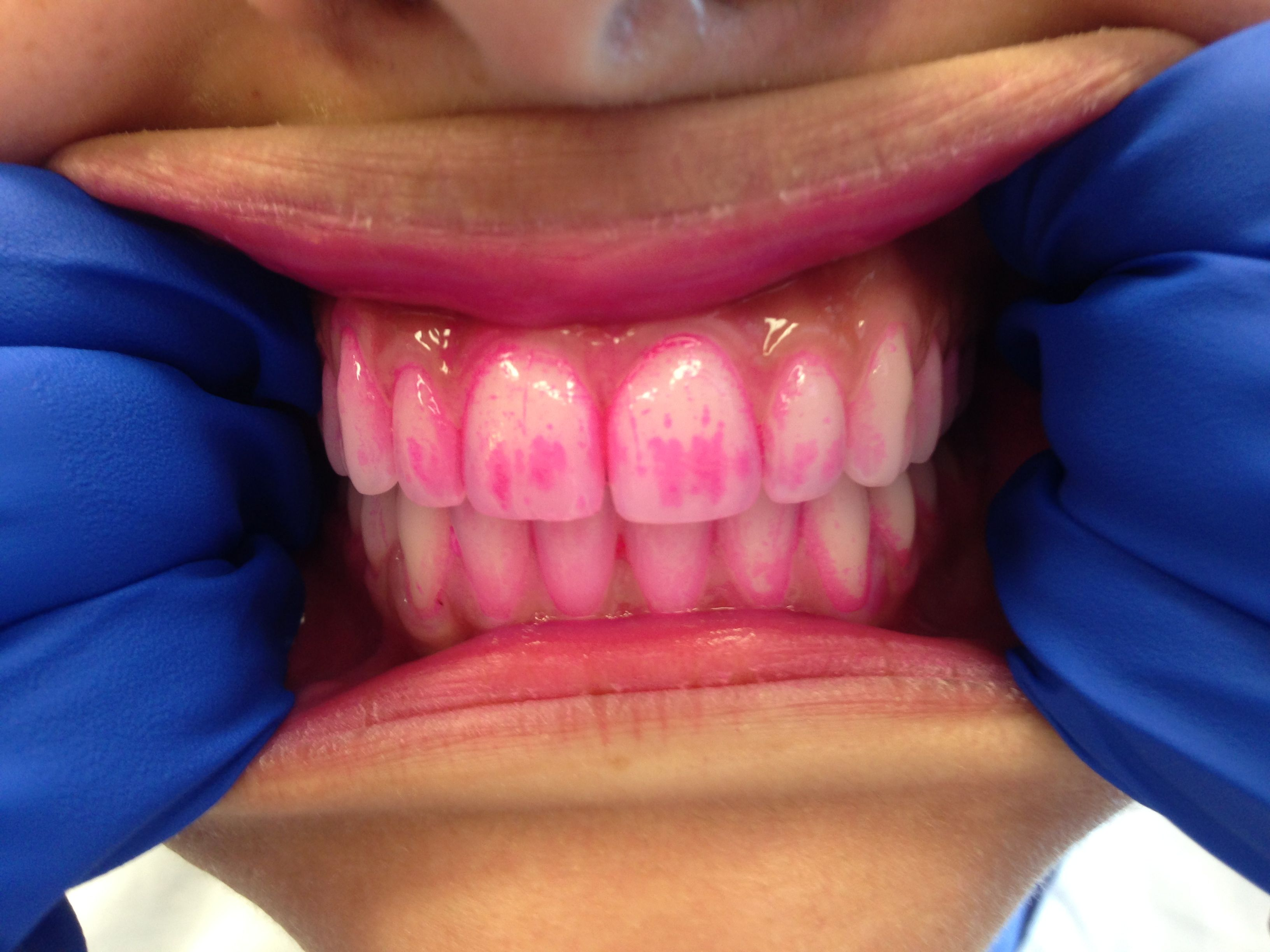
الأقراص الكاشفة

#### إزالة اللويحة السنية
اللويحة السنية (Dental plaque) هي طبقة رقيقة صفراء لزجة تتكون على الأسنان واللثة ويمكن رؤيتها عند حدود اللثة للأسنان باستخدام الأقراص الكاشفة (Disclosing tablets). تحول البكتيريا الموجودة في اللويحة الكاربوهيدرات (مثل السكر) إلى حمض يزيل تمعدن الأسنان، وفي النهاية يتسبب في النخر أو التسوس. التنظيف اليومي بفرشاة وخيط الأسنان يزيل اللويحة.

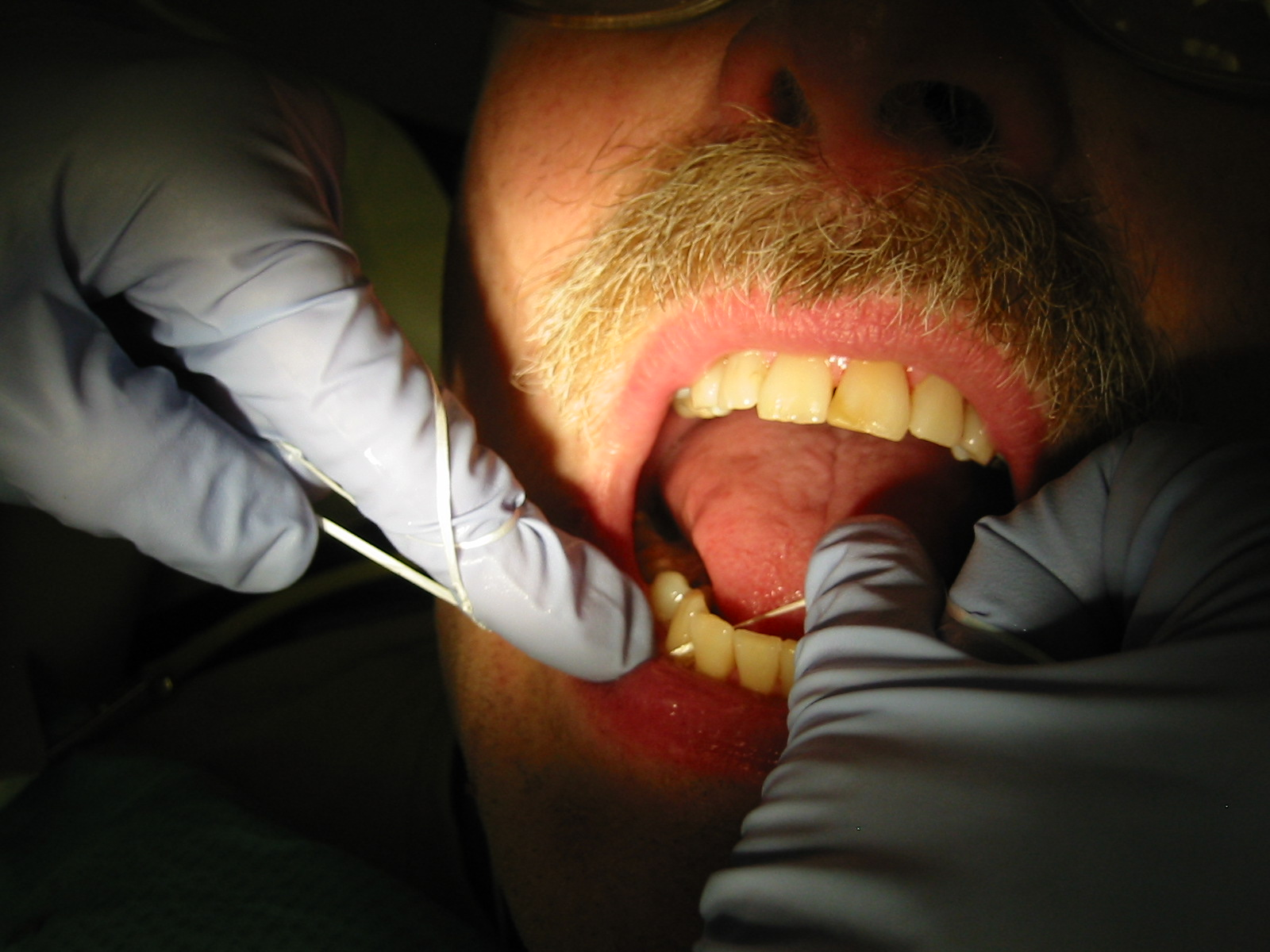
طبيب الأسنان يشرح كيفية استخدام خيط الأسنان.

#### استخدام خيط الأسنان
استخدام خيط الأسنان عامل مهم في صحة الفم، حيث أنه يزيل اللويحة وبقايا الطعام العالقة بين الأسنان، واللذان إذا تركا يسببان تهيج في اللثة مما يؤدي بأنسجة اللثة أن تنزف بسهولة أكبر. الطعام الحمضي المتبقي على الأسنان يؤدي إلى إزالة تمعدن الأسنان وفي النهاية حدوث النخر.
استخدام خيط الأسنان لتنظيف ما بين الأسنان موصى به على الأقل مرة يومياً، ويفضل استخدامه قبل استخدام الفرشاة حتى يمكن لفلورايد معجون الأسنان أن يدخل بين الأسنان ليساعد في إعادة تكلس الأسنان، ويمنع انحسار اللثة، أمراض اللثة والنخر البيني.

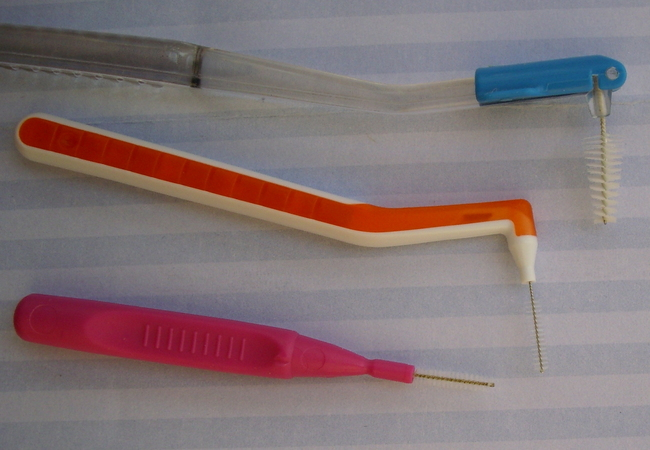
فرشاة ما بين الأسنان

ينصح باستخدام طول مناسب لخيط الأسنان ليسهل استخدامه، حوالي عشر إنشات أو أكثر، و 3 إلى 4 إنشات مشدودة من الخيط لوضعها بين الأسنان. يلف الخيط حول الإصبع الأوسط و/أو السبابة، وتدعم بالإبهام في كلتا اليدين، ثم يشد ويحرك بلطف أعلى وأسفل بين كل سنة. من المهم استخدام الخيط تحت المناطق الظاهرة، وذلك بحني الخيط حول كل سنة بدلاً من تحريكه لأعلى وأسفل على اللثة والتي تكون حساسة أكثر بكثير من الأسنان. اللثة النازفة طبيعية في أولى مراحل استخدام الخيط، ولكن تتوقف تدريجياً عن النزف حيث تصبح اللثة صحية مع الاستخدام. يجب على الشخص استخدام قطعة غير مستخدمة من الخيط عند التحرك حول سنة مختلفة. إزالة الخيط من بين الأسنان يحتاج استخدام حركة مماثلة (للأمام والخلف)، ولكن برفعه قليلاً ثم بإخراجه من بين الفراغات التي بين الأسنان.

#### فرشاة ما بين الأسنان
(Interdental brushes)

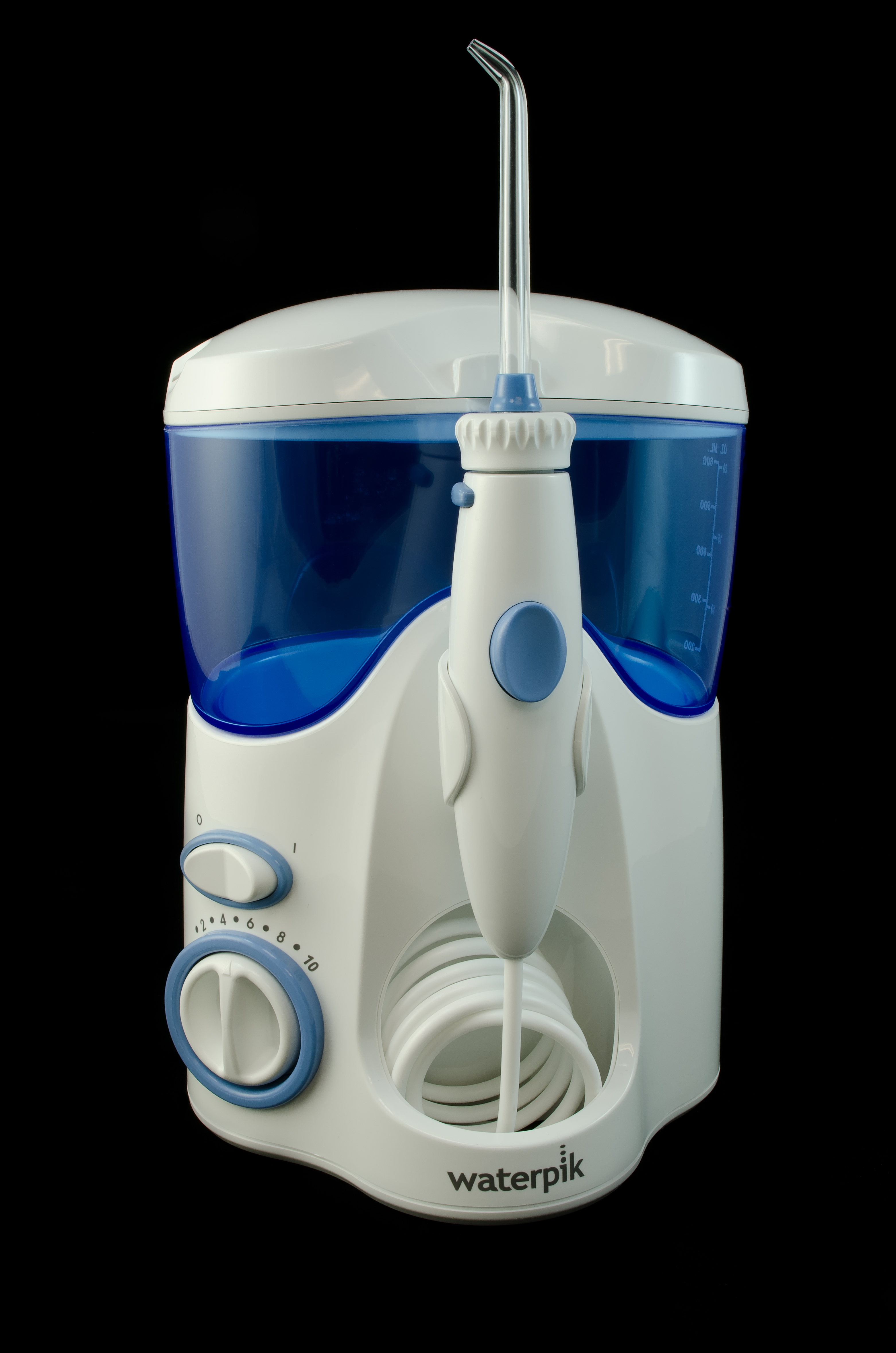
جهاز تنظيف الأسنان بالماء

فرشاة ما بين الأسنان هي فرشاة صغيرة للاستخدام مرة واحدة، إما أن تكون مزودة بمقبض بلاستيكي ذو زاوية يمكن إعادة استخدامه، أو مقبض لا يتجزأ. تستخدم الفرشاة في تنظيف ما بين الأسنان، وما بين أسلاك دعامات الأسنان والأسنان. توجد الفرشاة بأحجام مختلفة وذات رموز ملونة حسب نظام أيزو 16409 (iso 16409). فرش الأيزو تتدرج من 1 إلى 7. وتتحدد أحجام الفرشاة حسب ال PHD (قطر حفرة المرور)(passage hole diameter) بالملم وهو عبارة عن أقل قطر حفرة يمكن لفرشاة ما بين الأسنان المرور بداخلها دون أن يحدث تشوه في سلك جذع الفرشاة. وقد وجد أن استخدام فرشاة ما بين الأسنان وفرشاة الأسنان العادية يزيل اللويحة بفاعلية أكبر من استخدام فرشاة وخيط الأسنان.

### إرواء الفم
(oral irrigation)
بعض أطباء الأسنان يوصون باستخدام إرواءالفم كطريقة لتنظيف الأسنان واللثة.
يصل جهاز تنظيف الأسنان بالماء (oral irrigator) حتى 3-4 ملم تحت خط اللثة ويقوم الجهاز على استخدام تيار الماء المنضغط الموجه لإزالة اللويحة والبكتيريا.

## الطعام والشراب
الطعام المفيد للعضلات والعظام هو مفيد للأسنان واللثة أيضاً. الخبز والحبوب غنية بفيتامين (ب)، بينما الخضراوات والفواكه تحتوي على فيتامين (ج)، مما يساهم في الحصول على أنسجة لثة صحية. اللحوم الطرية، الأسماك، والدواجن تزود الأسنان بالمغنيسيوم والخارصين.
تناول طعام متوازن وتقليل الوجبات الخفيفة يمنع تسوس الأسنان وأمراض دواعم السن. وقد أوصى الاتحاد العالمي لطب الأسنان (FDI World Dental Federation) بأطعمة مثل الخضراوات الغير مطهوة، الزبادي الغير محلاة أو الفواكه بأنها مفيدة للأسنان، وقد دعمتها المؤسسة الأمريكية لطب الأسنان ((American Dental Association (ADA).

### الطعام المفيد
بعض الأطعمة تحمي من التسوس لأنها تحتوي على الفلورين بشكل طبيعي والذي يشتق منه الفلورايد. يتواجد الفلورايد بشكل طبيعي في المياه. فلورة المياه هو إضافة الفلورايد لضبط التركيز الطبيعي للفلورايد في المياه المزودة للمجتمع إلى المستوى الموصى به لأمثل صحة أسنان، تقريباً جزء في المليون. جزء في المليون ما يعادل 1 ملليجرام/ الليتر. يُعتبر الفلورايد أحد العوامل المهمة في الوقاية من تسوس الأسنان. الفلورايد يجعل أسطح الأسنان مقاومة أكثر للأحماض خلال عملية إعادة التكلس. شرب المياه المفلورة يوصي به بعض أطباء الأسنان، بينما البعض الآخر يقولون أن استخدام معجون الأسنان وحده كافٍ. الحليب والأجبان أيضاً غنية بالكالسيوم والفوسفات، والتي تدعم عملية إعادة التكلس. كل الأطعمة تزيد إنتاج اللعاب، وحيث أن اللعاب يحتوي على مواد كيميائية منظمة فهو يساعد على تثبيت الأس الهيدروجيني بالقرب من 7 (تعادل) في الفم. الأطعمة الغنية بالألياف تساعد في زيادة تدفق اللعاب، وقطعة كبيرة من الألياف مثل شريحة كرفس يمكنها أن تدفع اللعاب إلى الطعام العالق في شقوق الأسنان حيث تحدث 80% من التسوسات، أو لتخفيف تركيز الكربوهيدرات مثل السكر، معادلة الأحماض وإعادة تكلس الأسنان.

### الطعام الضار
غالباً ما ترتبط السكريات بتسوس الأسنان. الكربوهيدات الأخرى وبالأخص النشاء المطبوخ مثل: رقائق البطاطس، قد تؤذي الأسنان أيضاً ولكن بدرجة أقل وبشكل غير مباشر، حيث أن النشاء يجب أن يتحول إلى سكريات أولاً بإنزيم الأميلاز (amylase) في اللعاب. السكريات الأعلى في عامل اللزوجة مثل التوفي تتسبب في ضرر أكبر للأسنان من السكريات الأقل لزوجة مثل بعض أشكال الشوكولاتة أو معظم الفواكه.
السكروز (سكر المائدة) هو الأكثر ارتباطاً بتسوس الأسنان كمية السكر المستهلك في المرة الواحدة أقل أهمية من عدد مرات استهلاك الأطعمة والمشروبات المحتوية على السكر. كلما تكرر استهلاك السكر، كلما زاد الوقت الذي يتعرض فيه السن إلى مستوى أس هيدروجيني قليل، فتحدث في نقطة عملية إزالة التمعدن (تحت 5.5 عند معظم الناس) لذا من المهم محاولة تقليل تكرار استهلاك الأطعمة والمشروبات المحتوية على السكر حتى تكون للأسنان فرصة لإصلاحها بالفلورايد وعملية إعادة التمعدن أو إعادة التكلس. تحديد فترات تناول الأطعمة والمشروبات المحتوية على السكر في وقت الوجبات الأساسية طريقة لتقليل حدوث التسوس. السكريات في الفواكه وعصير الفواكه مثل الجلكوز، الفركتوز والمالتوز أيضاً قد تتسبب في حدوث التسوس.
الأحماض الموجودة في عصير الفواكه، الخل والمشروبات الغازيه تقلل مستوى الأس الهيدروجيني في الفم فتتسبب في إزالة تمعدن مينا الأسنان، شرب مشروبات مثل عصير البرتقال أو الكولا خلال اليوم يزيد فرص الإصابة بتسوس الأسنان بشكل هائل.
لزوجة الطعام هو عامل آخر يزيد فرص الإصابة بالتسوس. بعض الأطعمة والحلويات قد تلتصق بالأسنان وبذلك تقلل الأس الهيدروجيني في الفم لوقت طويل خصوصاً السكريات. ومن المهم تنظيف الأسنان على الأقل مرتين يومياً، ويفضل استخدام فرشاة الأسنان ومعجون فلورايد لإزالة أي طعام ملتصق بالأسنان. التنظف المنتظم بالفرشاة واستخدام خيط الأسنان يزيل أيضاً اللويحة السنية التي تغطي سطح الأسنان.

### العلك
العلك أو اللبان يساهم في غسل ما بين وحول الأسنان، وتنظيف وإزالة البقايا. ولكن الأسنان ذات الحالة الرديئة قد تتسبب في ضررها أو تزيل الحشوات المفكوكة أيضاً. علك الأسنان الطبية تهدف إلى تحسين صحة الأسنان. العلك الخالية من السكر تزيد إفراز اللعاب وتهدف إلى تنظيف أسطح الأسنان.

## بالإضافة إلى
التدخين ومضغ التبغ كلاهما يرتبطان بقوة بالعديد من أمراض الأسنان. التقيوء المنتظم كما في النهام العصبي، أيضاً يسبب أضرار بليغة. منتجات الكافيين معروفة بتسببها بصبغ الأسنان، ولكن عادةً يمكن تنظيفها بشرب المياه بعد تناول المشروبات المحتوية على الكافيين، وأيضاً يمكن تنظيفها عند طبيب الأسنان.
غسول الفم أو مضمضة الفم بمحلول ملحي (ماء مالح)، محلول فلورايد أو محلول الكلورهيكسيدين المطهر تحسن صحة الفم من خلال إزالة بعض المواد المسببة للتسوس. بالأخص إزالة الطعام الذي التهم حديثاً.
المثبات التقويمي يمكن تنظيفه بغسول الفم أو محلول تنظيف أطقم الأسنان. قد ينصح طبيب الأسنان بدعامات الأسنان للحصول على أفضل صحة فم. يجب الحفاظ على أطقم الأسنان والمثبات التقويمي وطبائق الأسنان الأخرى نظيفة جداً. عن طريق الغسيل العادي بالفرشاة، وأيضاً قد يتم نقعهم في محلول تنظيف مثل محلول تنظيف أطقم الأسنان.

## صحة الفم والأمراض العامة
العديد من الدراسات السريرية الجديدة أشارت إلى أن أمراض والتهابات الفم (بكتيريا الفم وعدوى الفم) تشكل عامل خطر محتمل لأمراض عامة خطيرة مثل:
- مرض قلبي وعائي (Cardiovascular Disease) (جلطات القلب والسكتة)
- ذات الرئة البكتيري ( bacterial Pneumonia)
- وزن الولادة المنخفض (Low birth weight)
- مضاعفات مرض السكري (Diabetes complications)
- تخلخل العظم (Osteoporosis)

## وصلات خارجية
- World Health Organization site on oral health